# Угорський парк залізничної історії

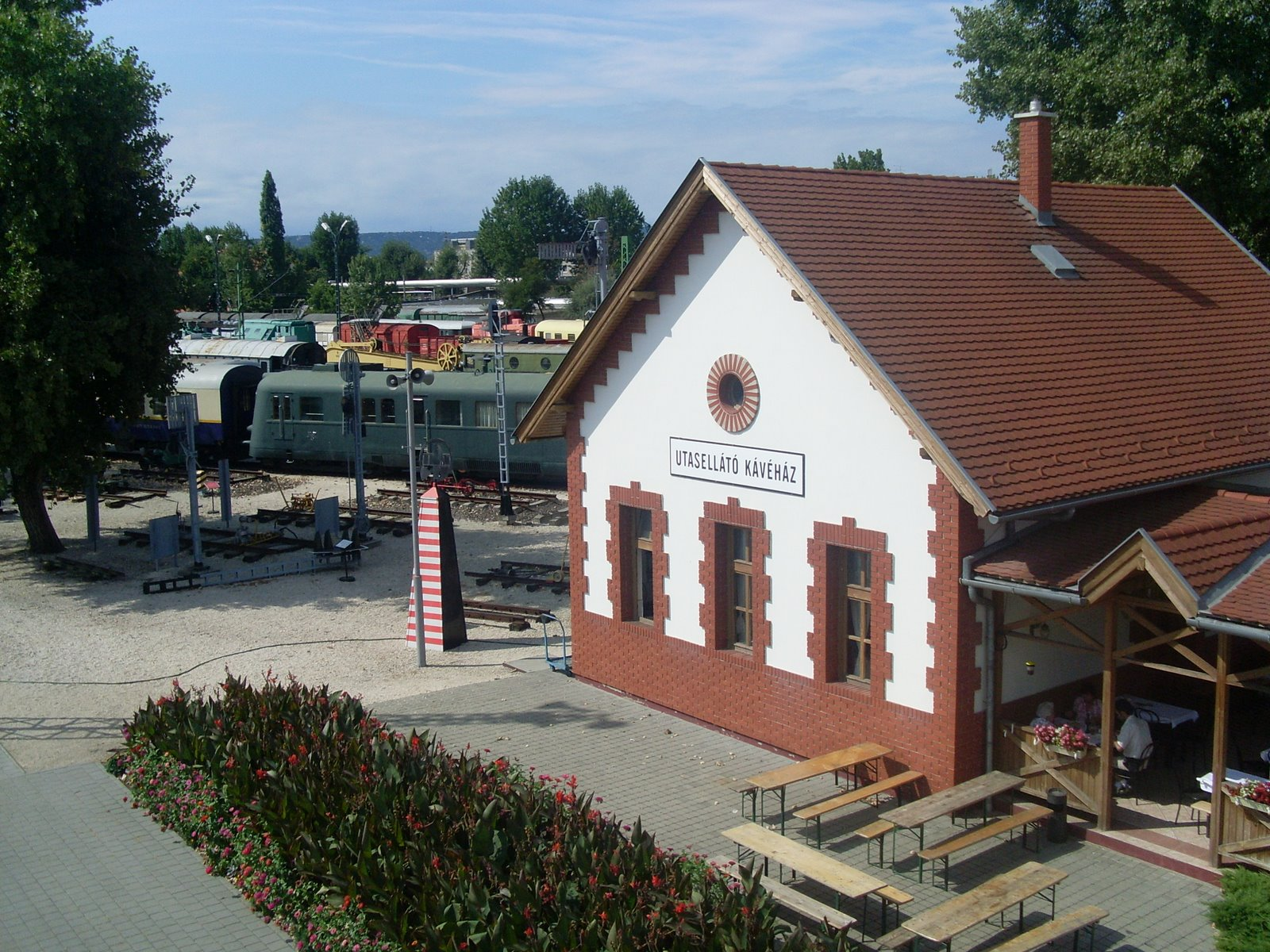

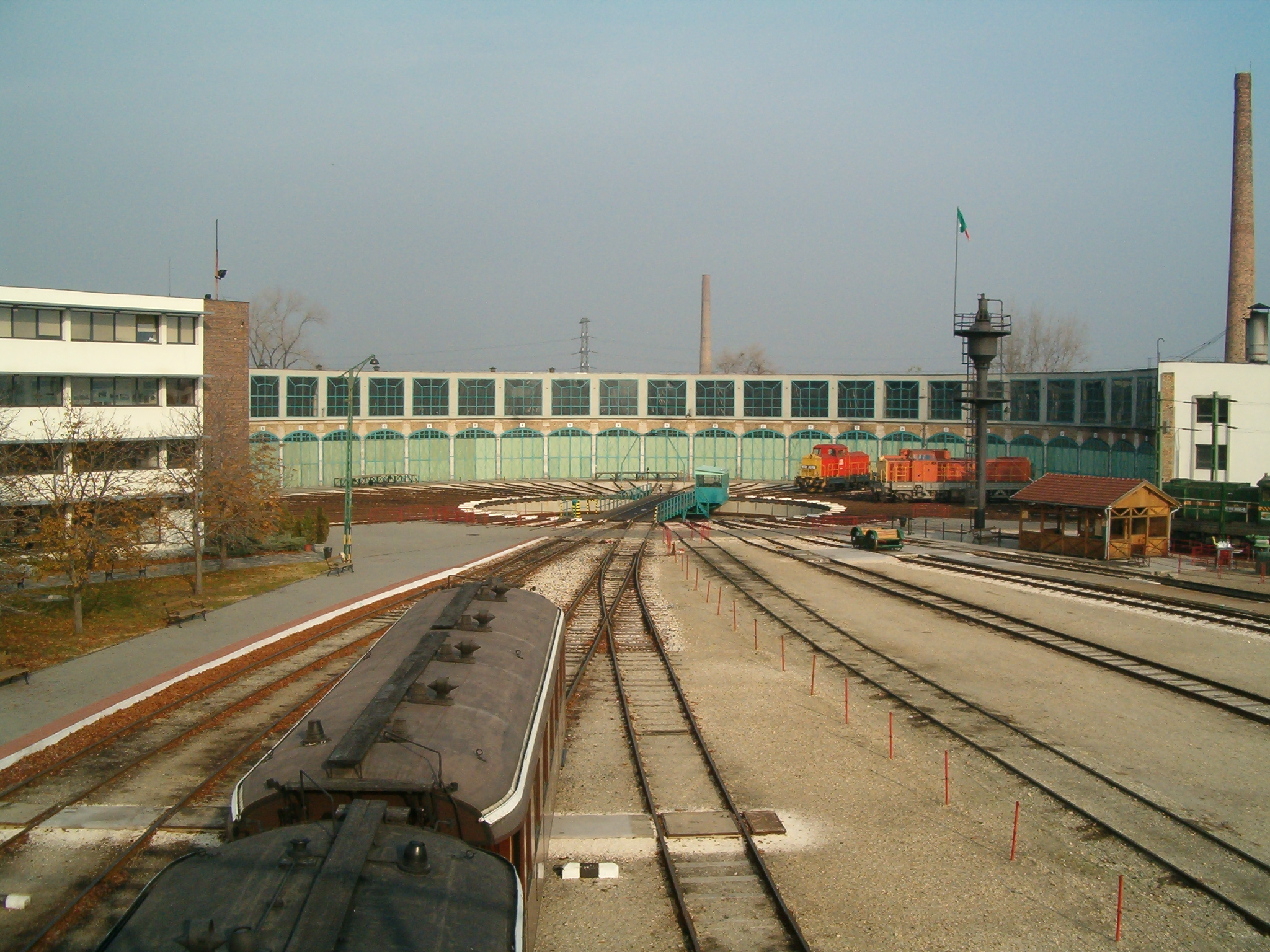
Північне депо з поворотним кругом

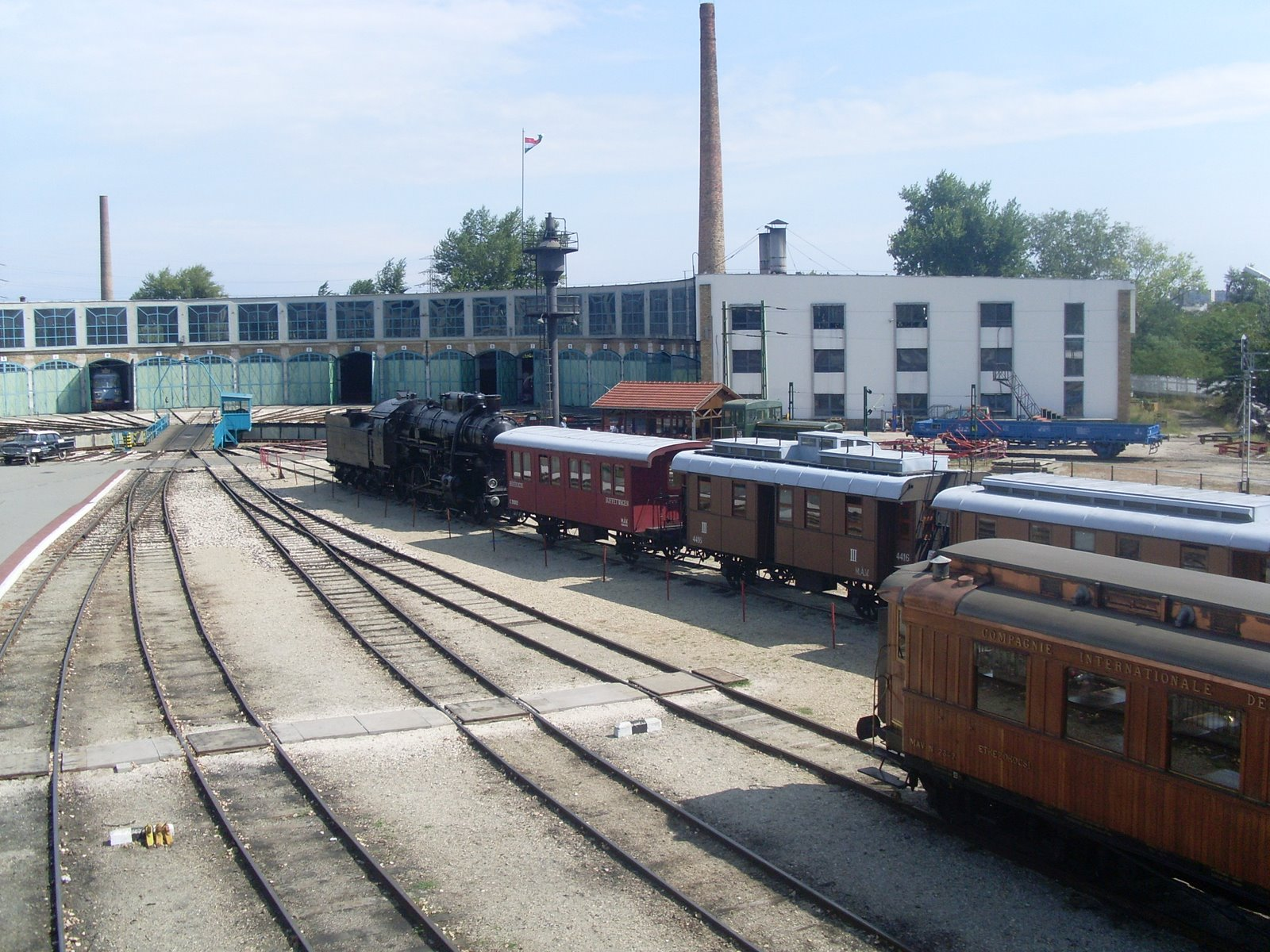

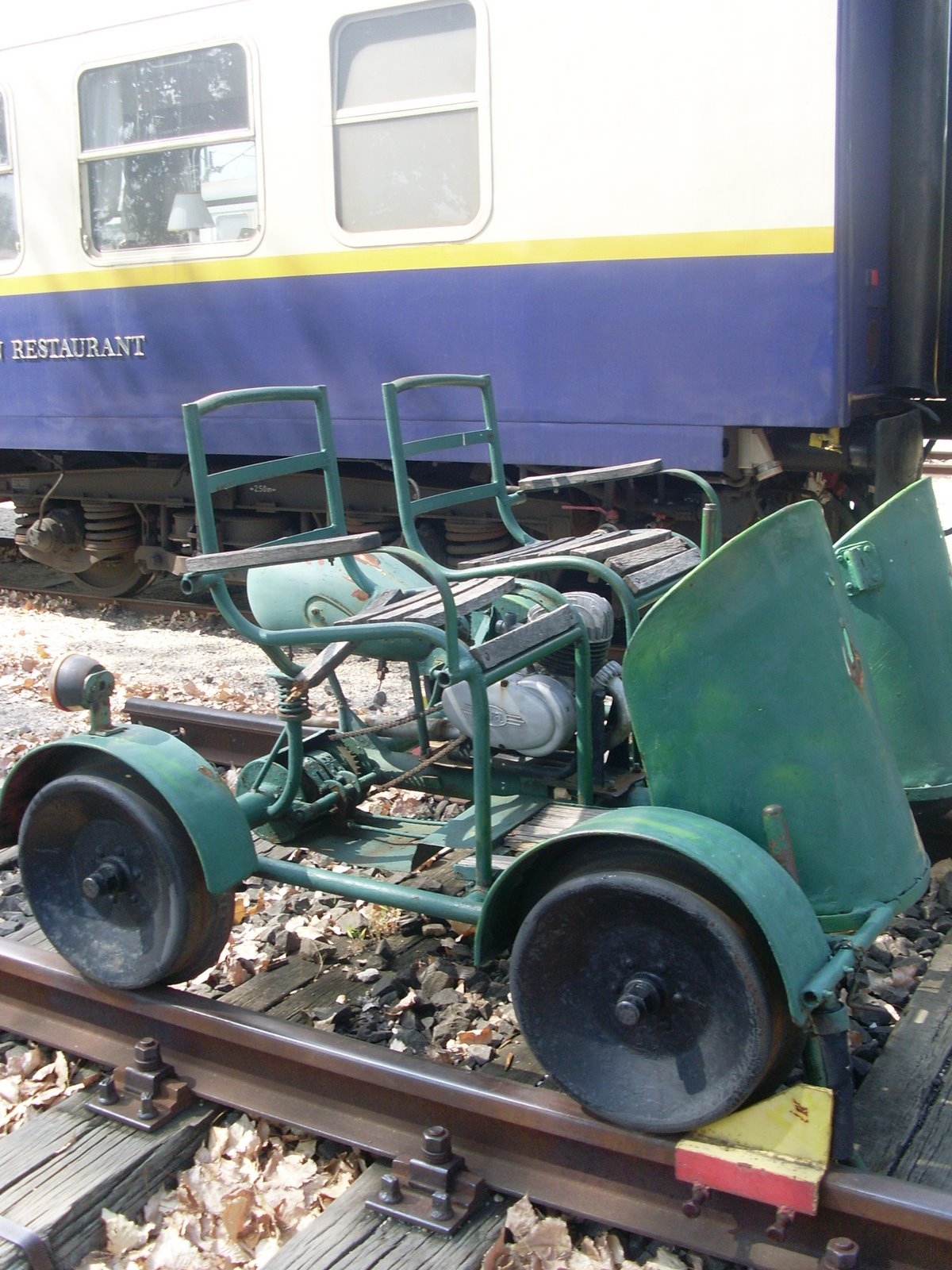

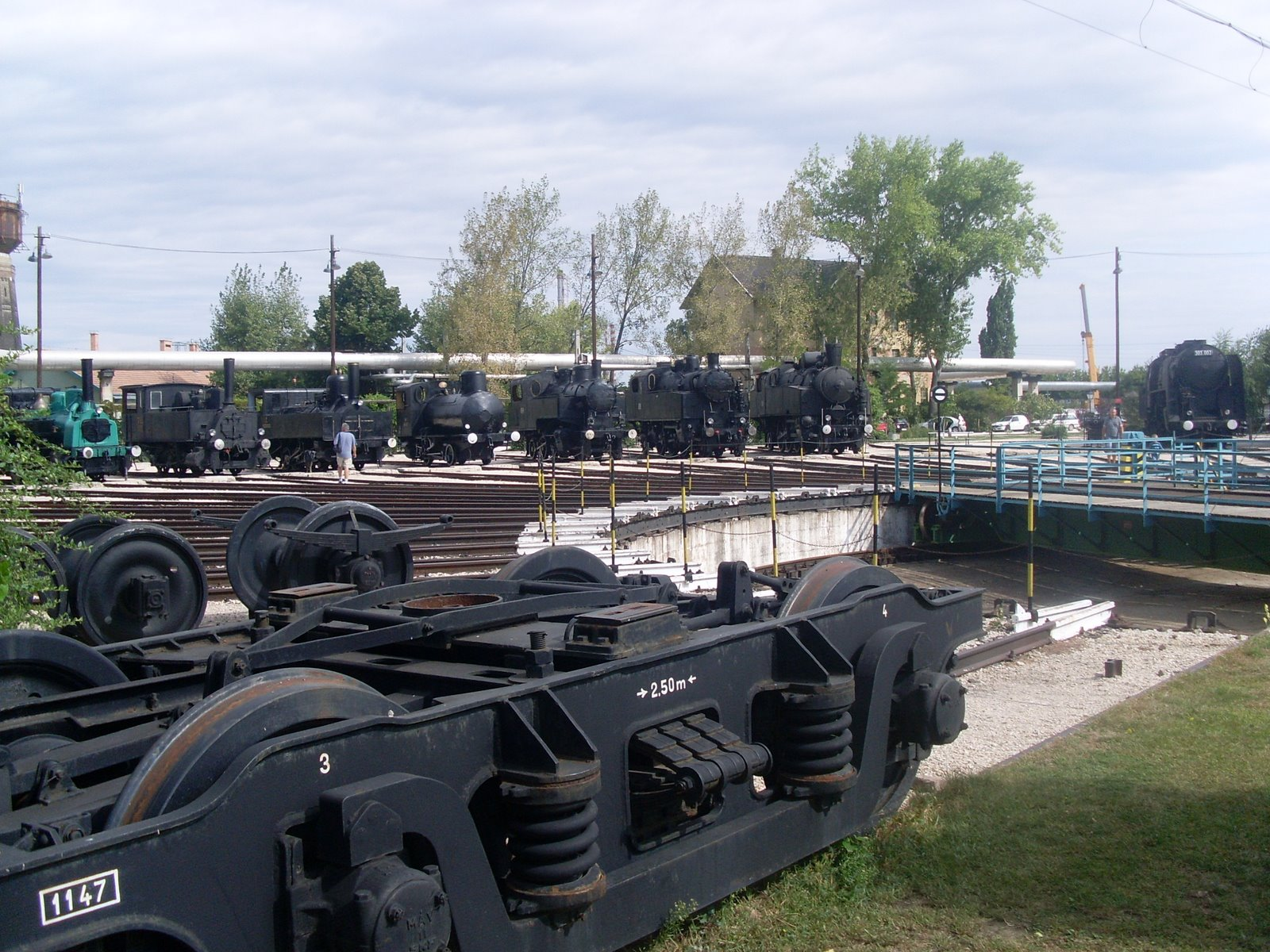

Угорський парк залізничної історії («Угорський залізничний музей»; угор. Magyar Vasúttörténeti Park, англ. Hungarian Railway History Park) — це залізничний музей, розташований у столиці Угорщини Будапешті на залізничній станції та в майстернях Угорської державної залізниці (MÁV), в колишньому будапештському Північному депо. 
Музей охоплює понад 70000 квадратних метрів і має понад сто експонатів, в основному транспортні засоби (локомотиви, вагони, тощо) та залізничне обладнання.

## Огляд
У музеї є парк із безліччю локомотивів Угорської державної залізниці, починаючи від тих які рухаються паровими машинами до тих, які рухаються електродвигунами, деякі з них все ще можуть експлуатуватися. Також у музеї виставлені інші види залізничного транспорту, наприклад, дрезина з ручним приводом та оглядовий вагон для контролю стану рейок. Серед експонатів є вагон-ресторан побудований для Східного експреса та вагон Árpád, які зібрані відповідно у 1912 та 1934 рр.
В музеї також є автомобіль Чайка (ГАЗ-13), який служив в якості офіційного автомобіля угорського Прем'єр-міністра Єне Фока. Автомобіль пізніше був перероблений Угорськими державними залізницями для руху по рейках.
У головному приміщенні музею представлені експозиції з історії залізничних станцій, залізничної техніки та історії залізниць в Угорщині. Багато з експонатів можуть бути інтерактивними, наприклад, управління візком і опити на симуляторі двигуна, який був побудований для MÁV V63. Також є будинок з макетом залізниці. У музеї є паркова мініатюрна залізниця для дітей. На території музею є поворотний круг і віяльне депо на 34 стійла.
Чинні локомотиви використовуються для ностальгічних поїздок на поїзді Угорщиною та закордонням.
Один з паровозів в Угорському залізничному музеї є MÁV 411.118 що відомий на пострадянському просторі як паровоз типу "Ша", вони вироблялися у США заводами «Baldwin» та «ALCO», як військові паровози класу USATC S160.

## Історія
Залізничний музей Угорщини відкрив свої двері 14 липня 2000 року. музей підтримується Фондом Угорського залізничного музею, який був заснований 22 листопада 1999.

## Галерея

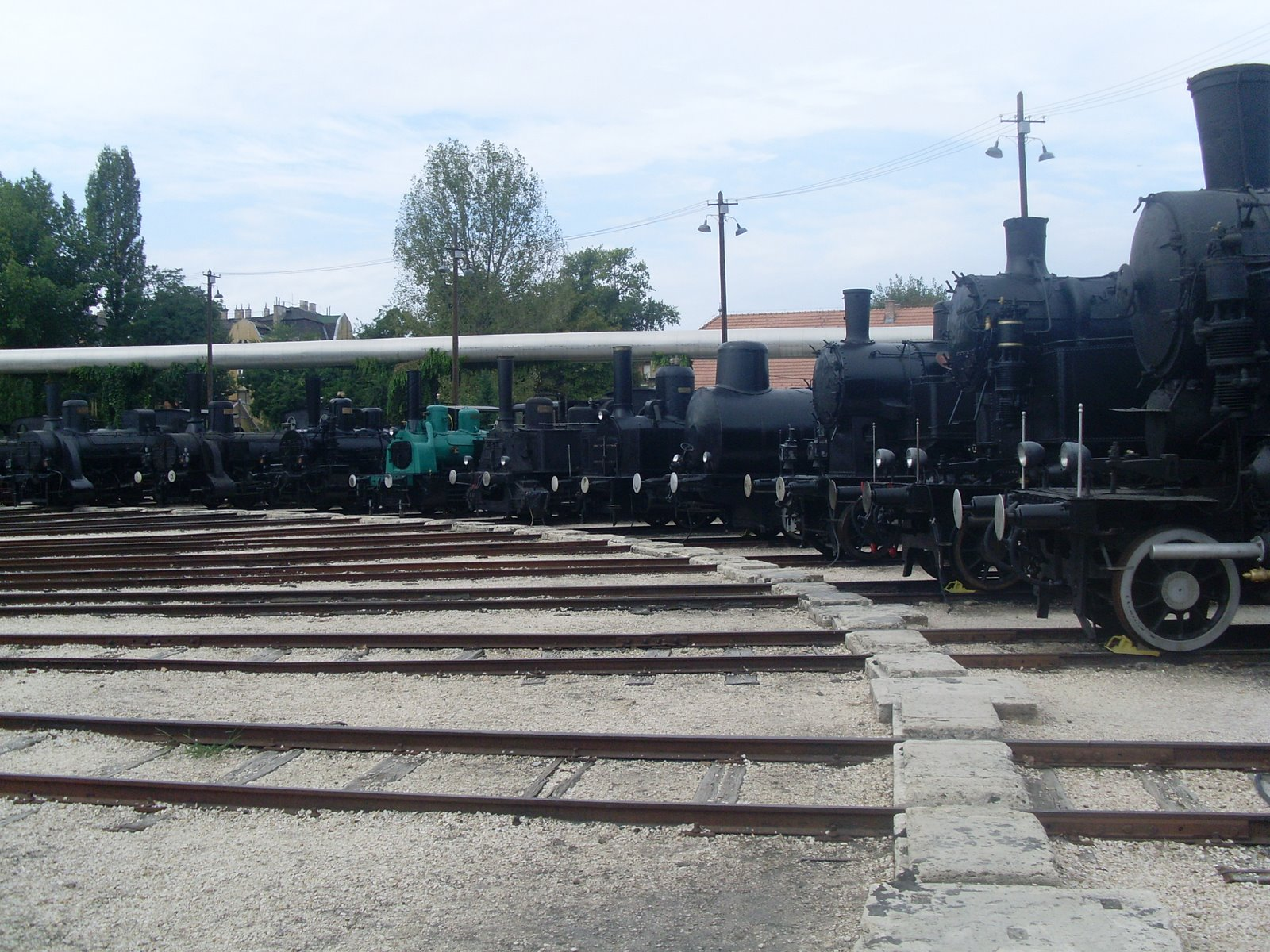
локомотиви
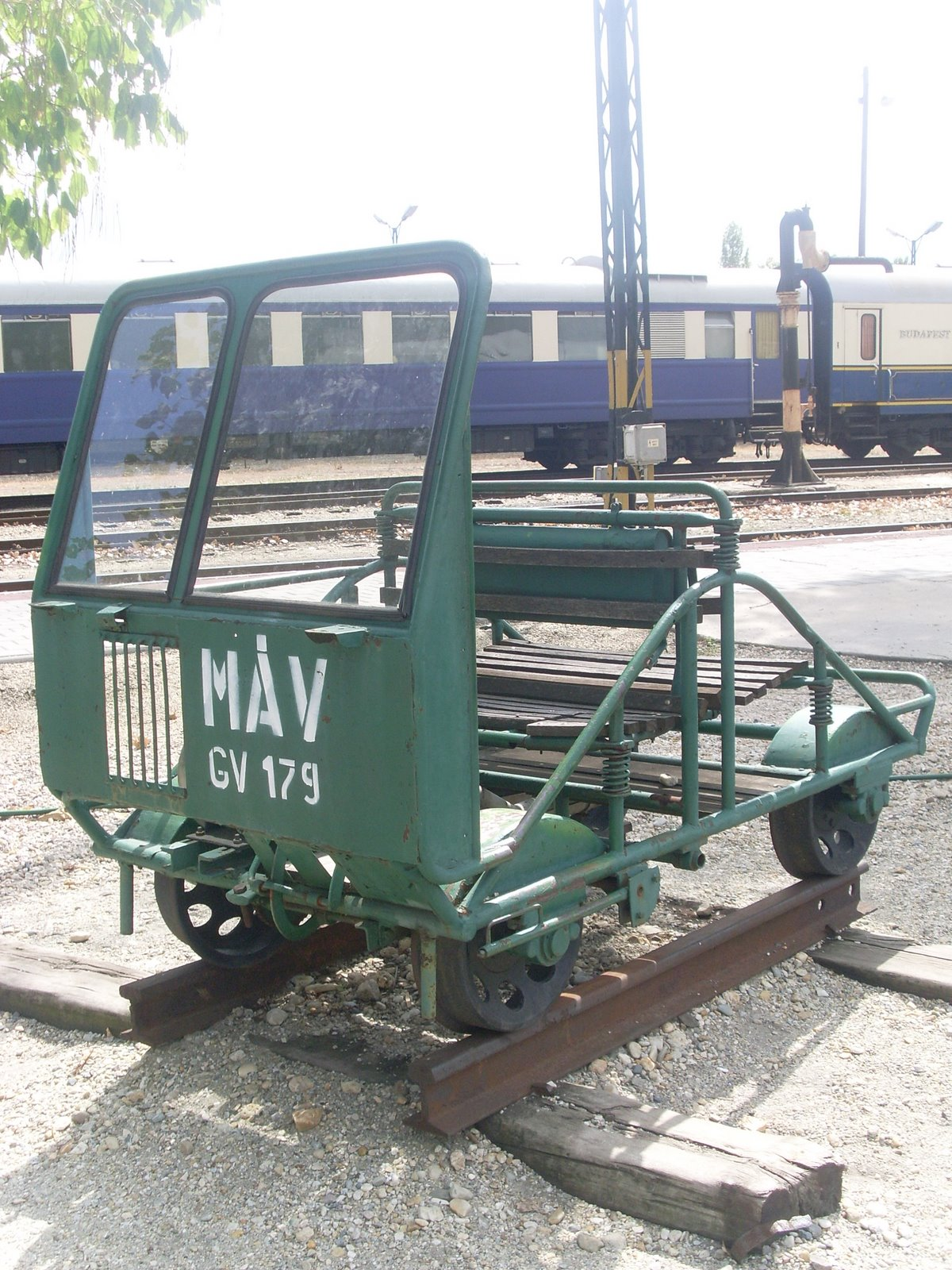
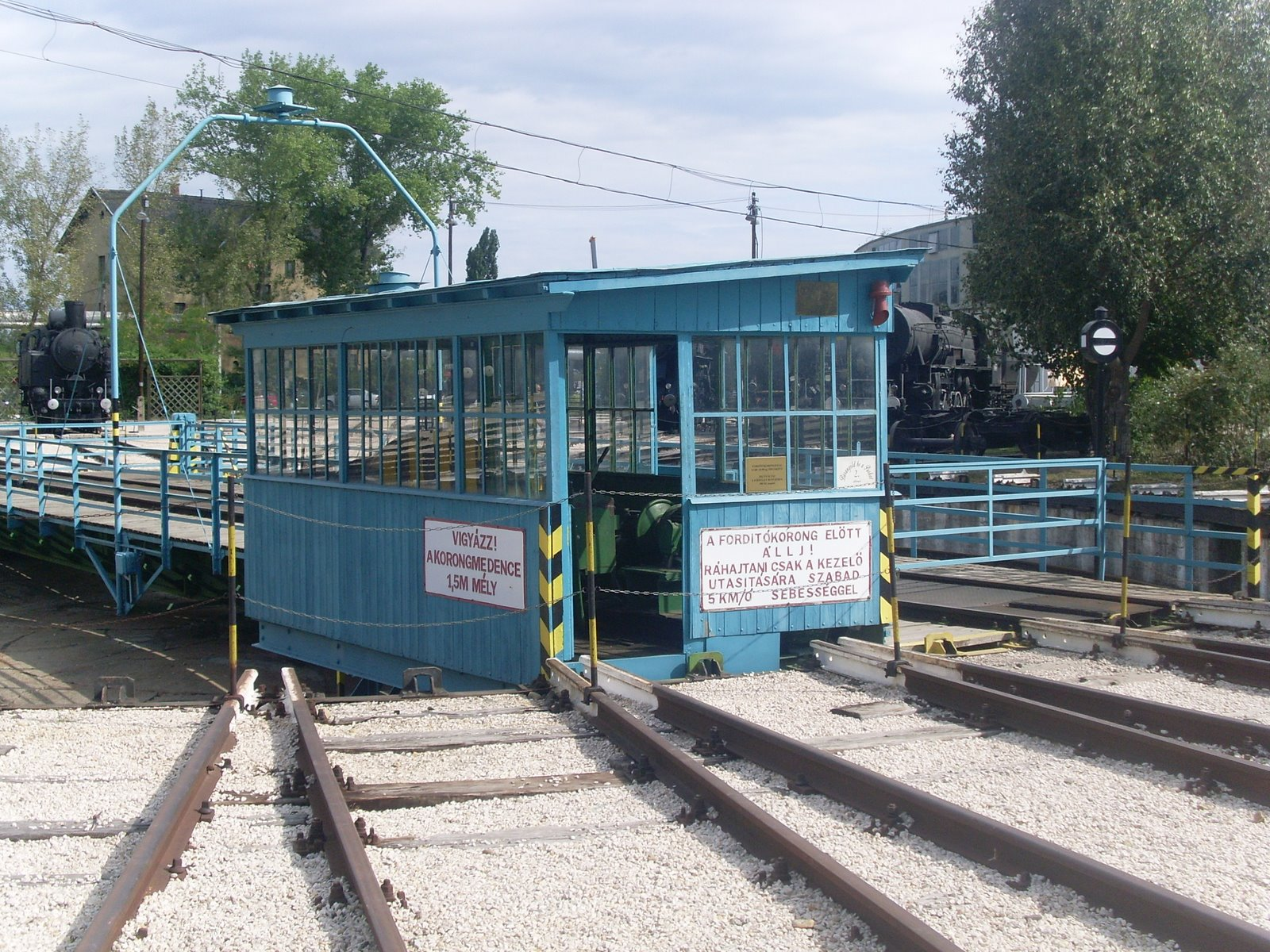
поворотний круг
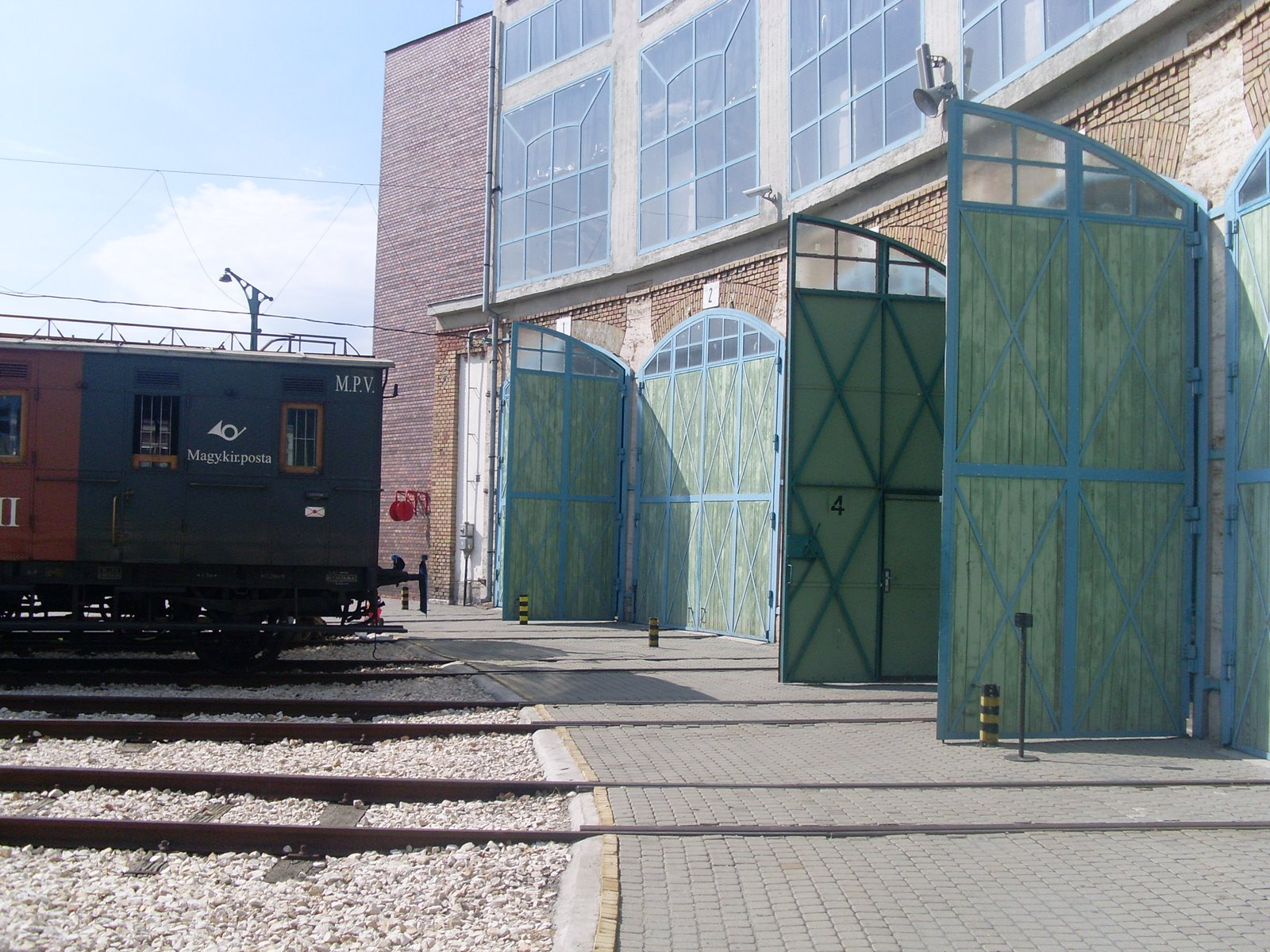
віяльне депо
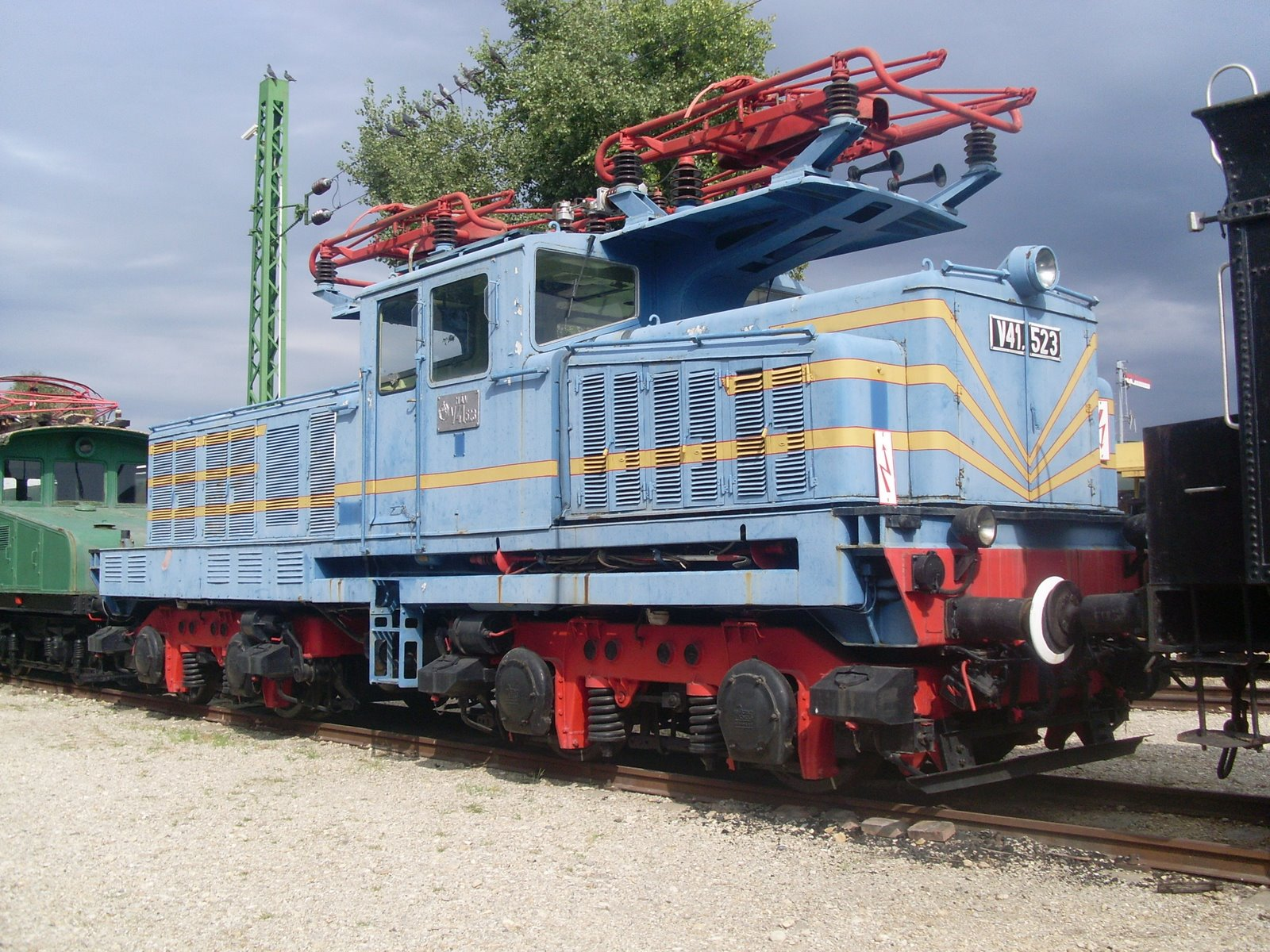
MÁV V41.523
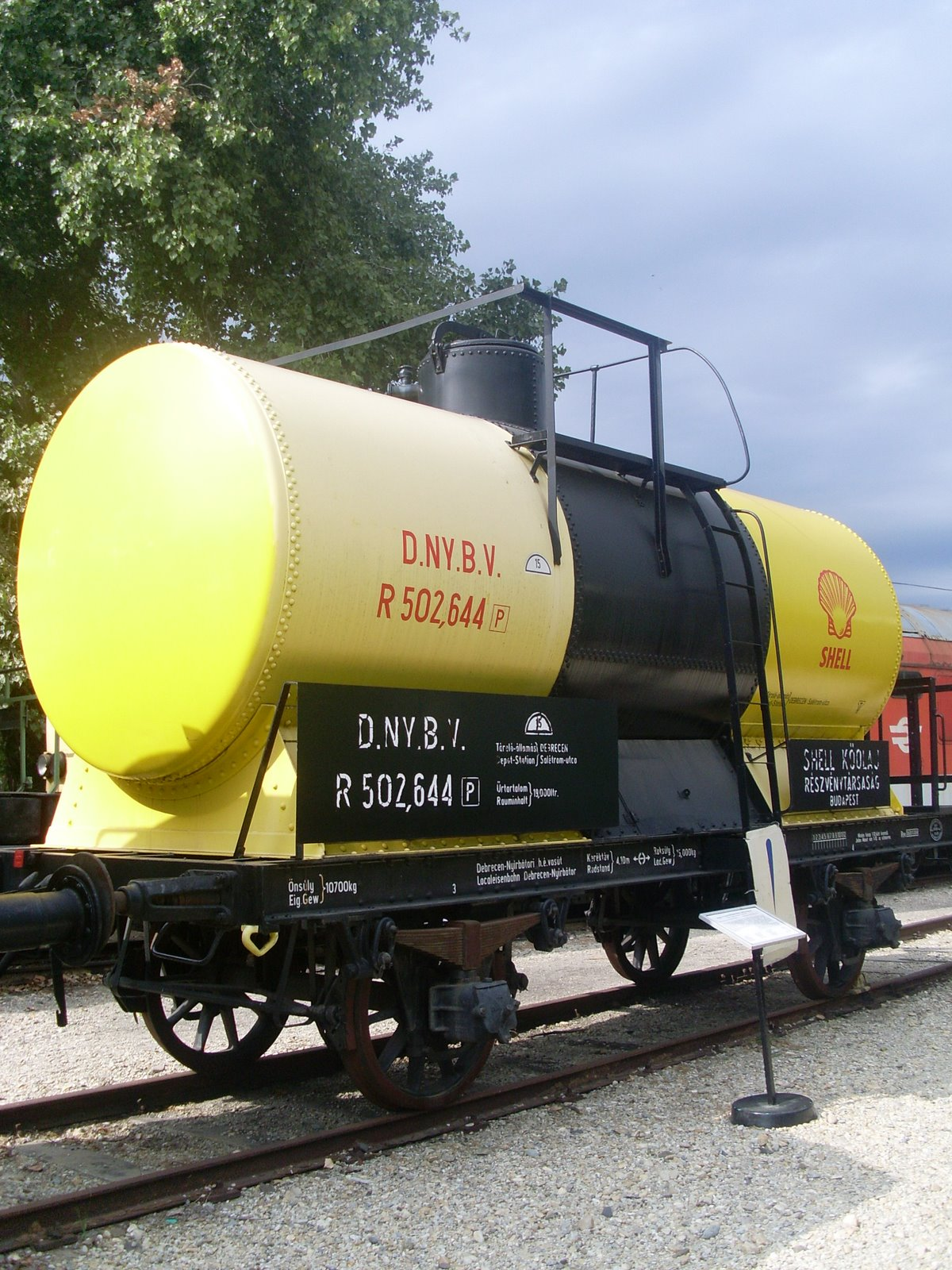
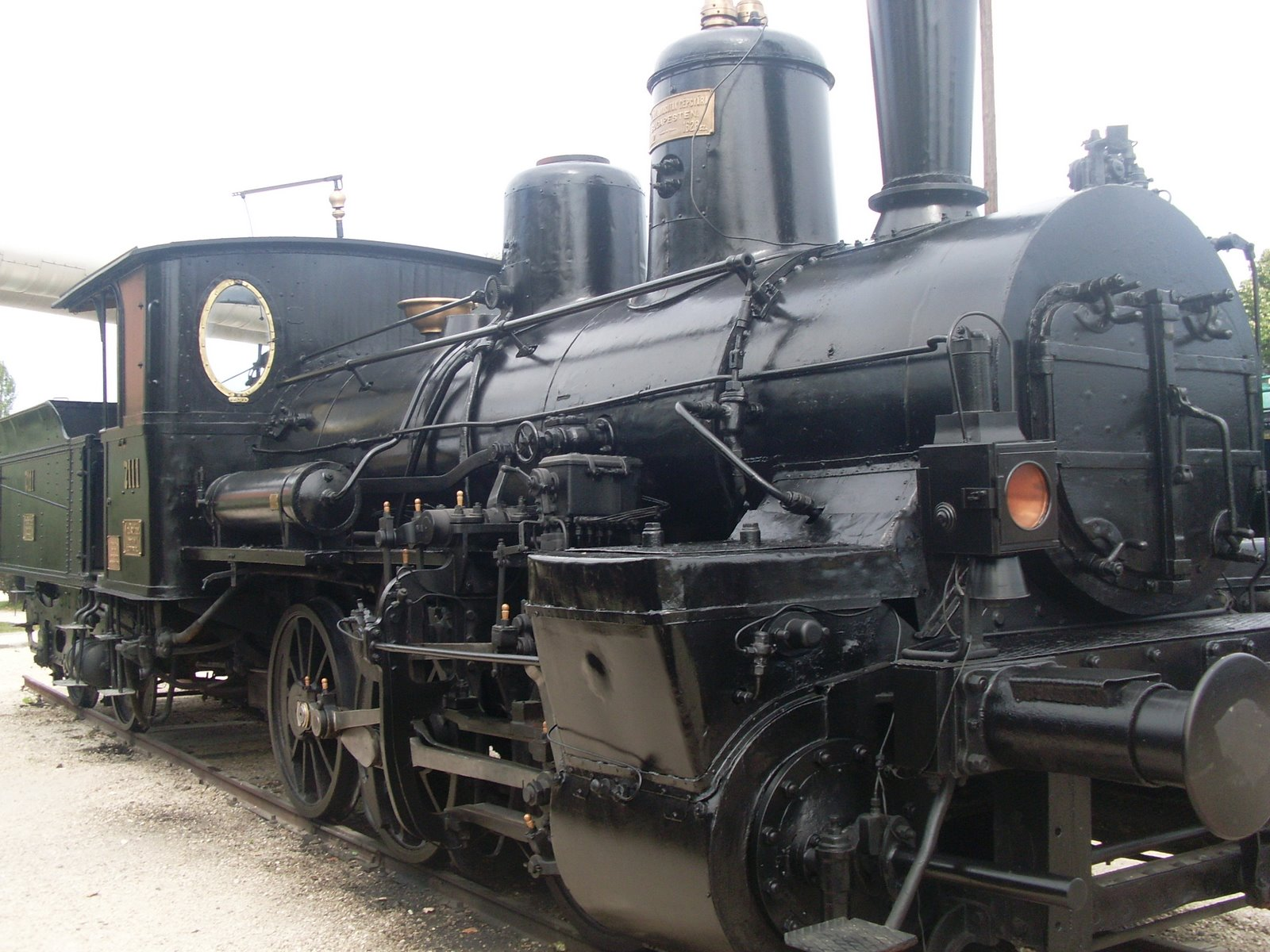
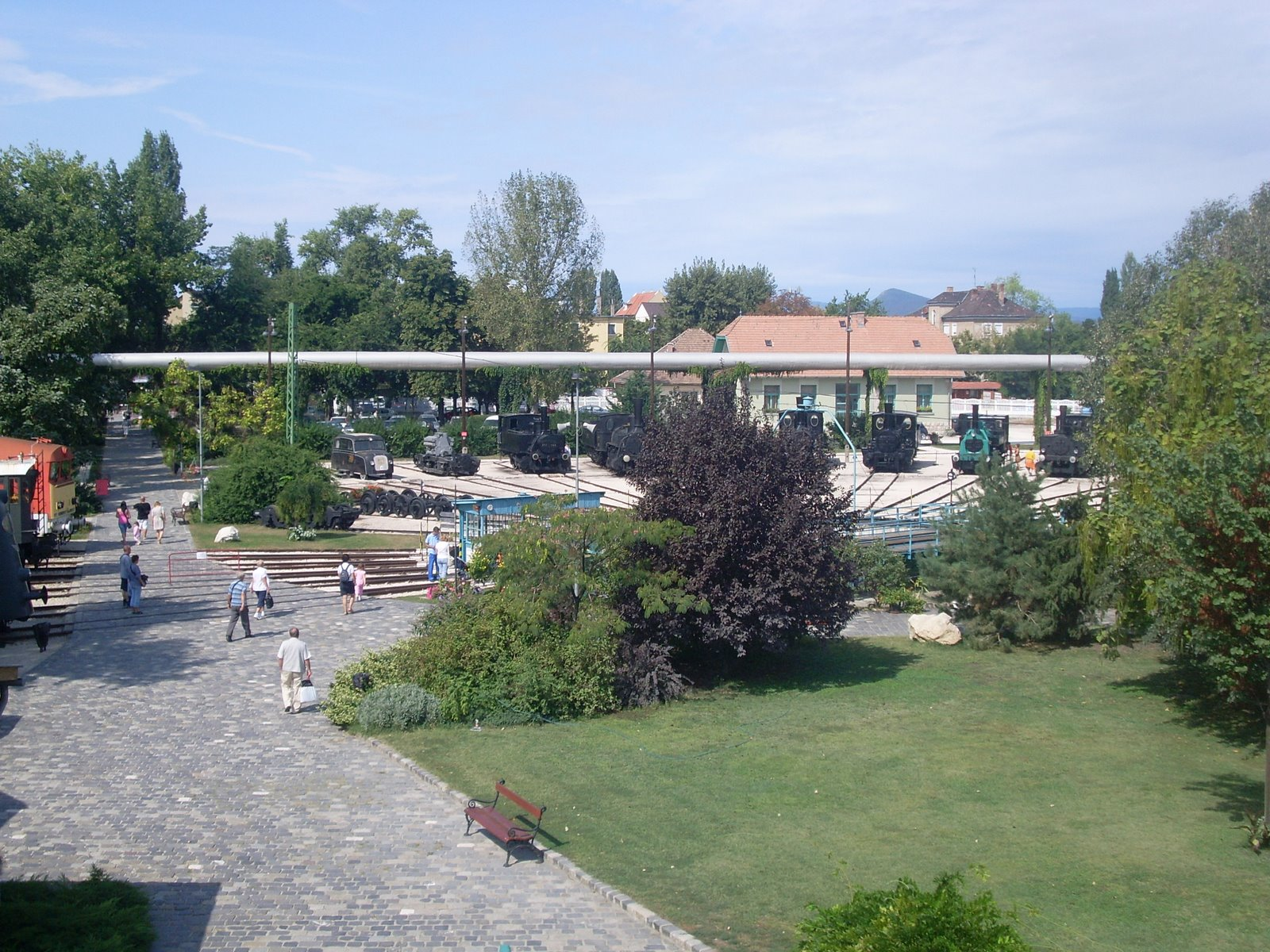
локомотиви і круг
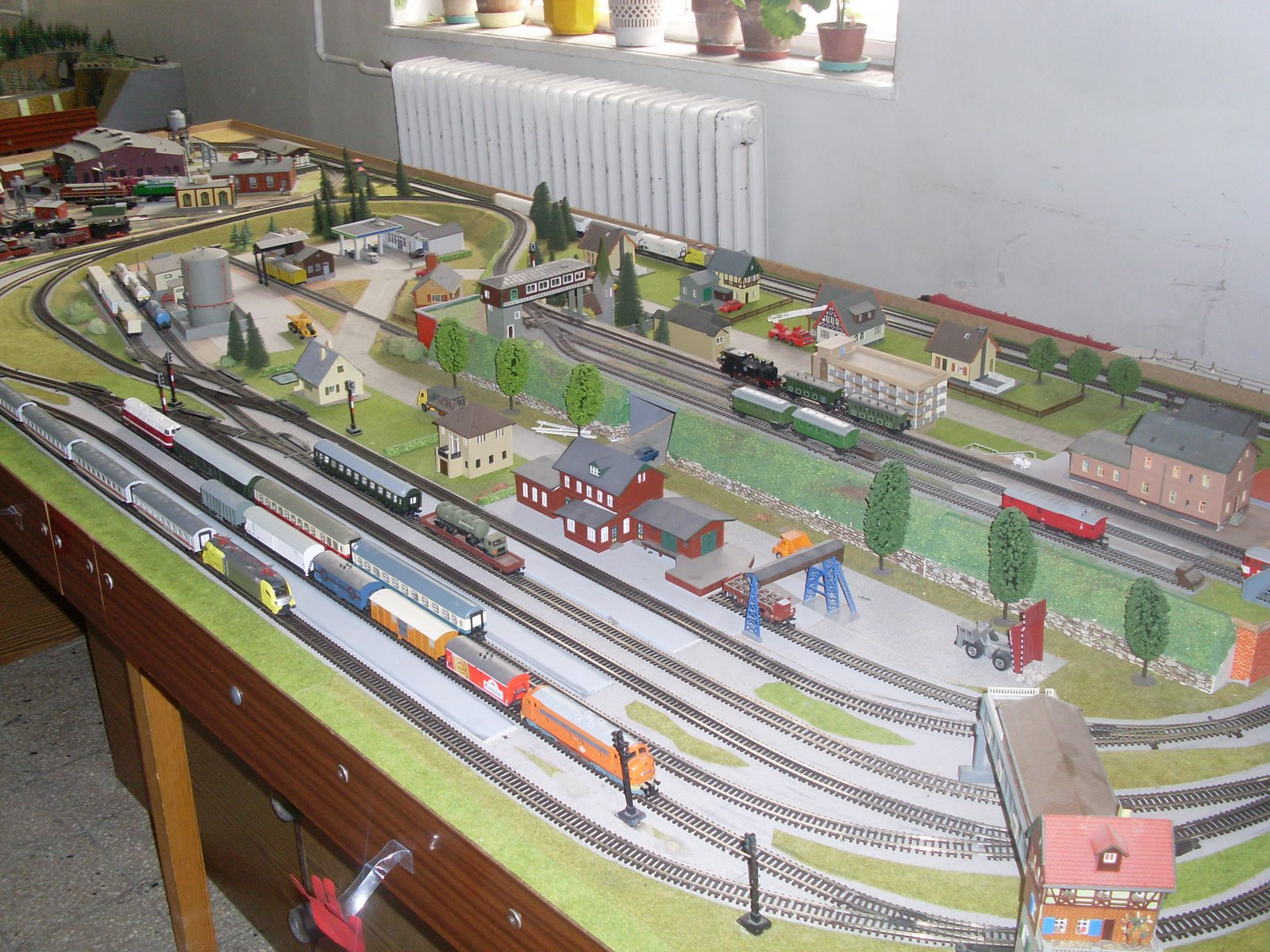
макет залізниці
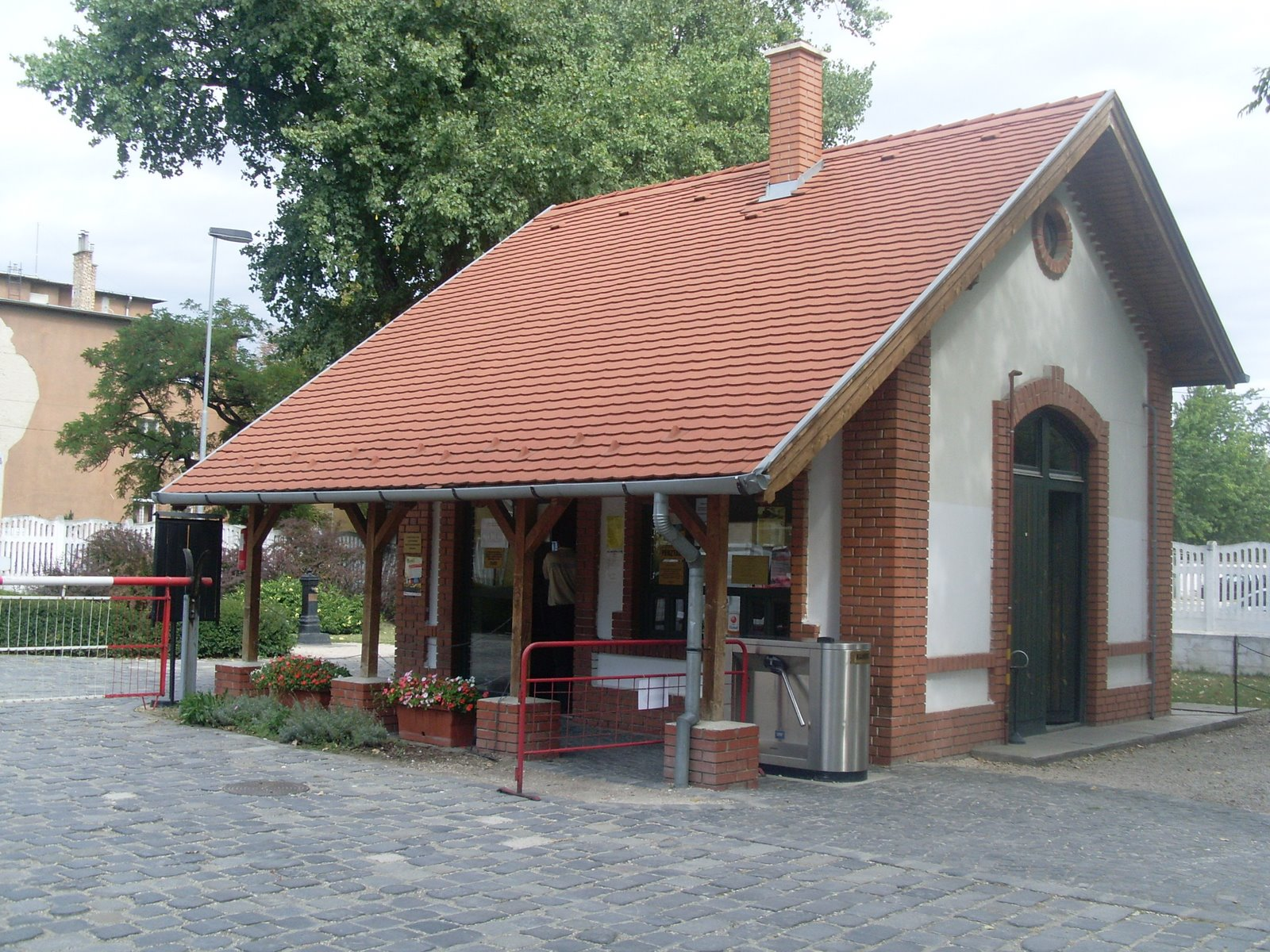
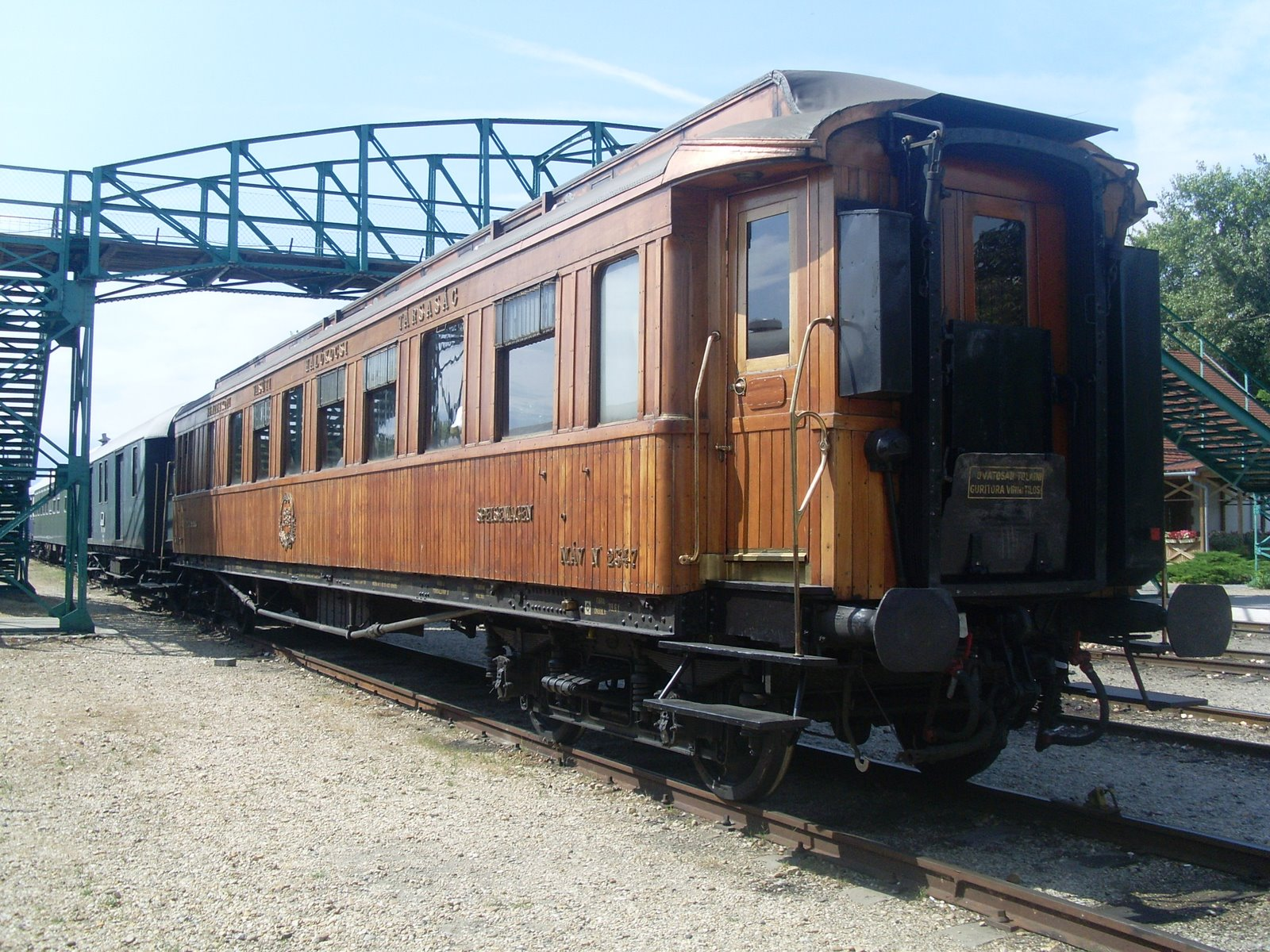
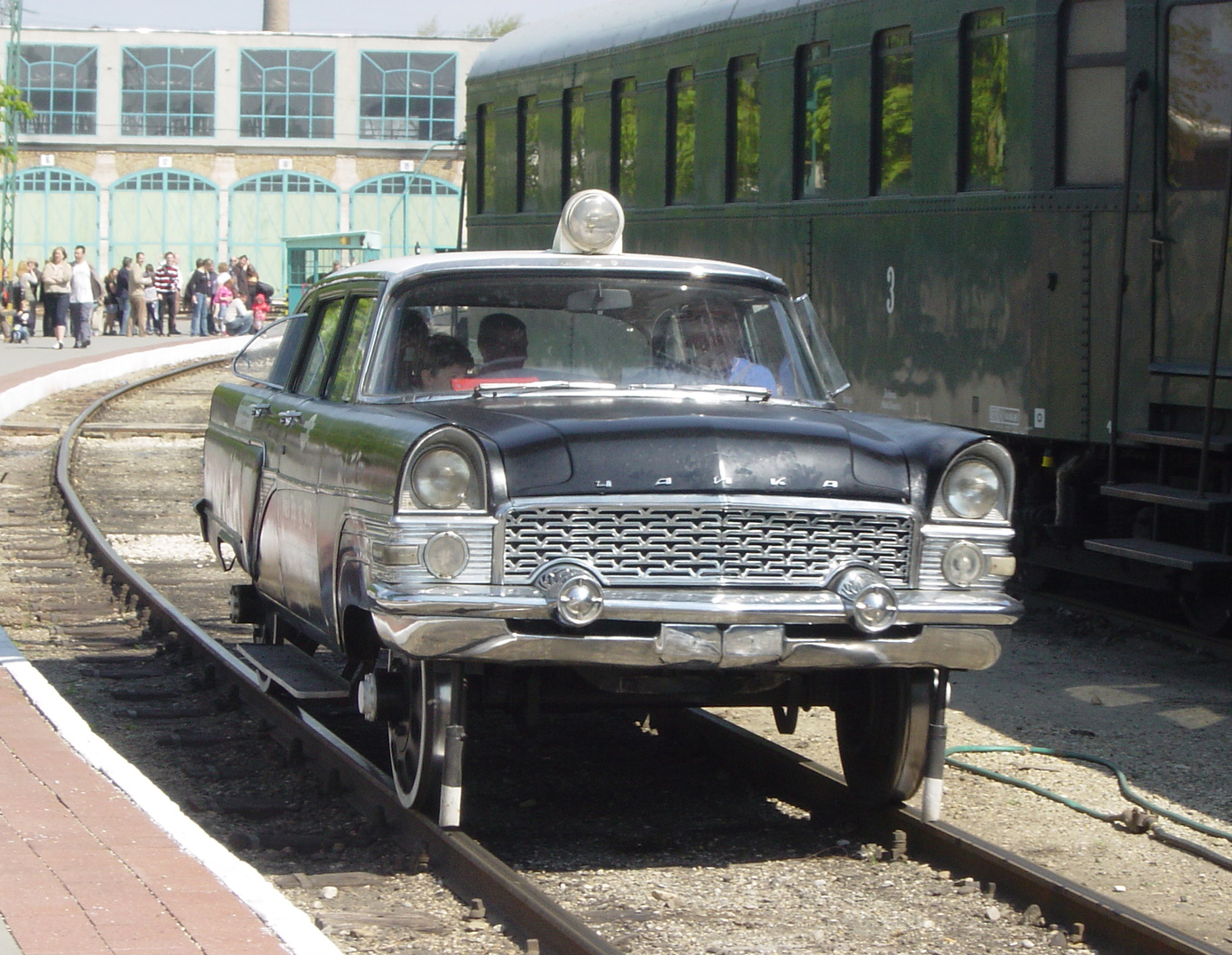
ГАЗ M13 "Чайка"
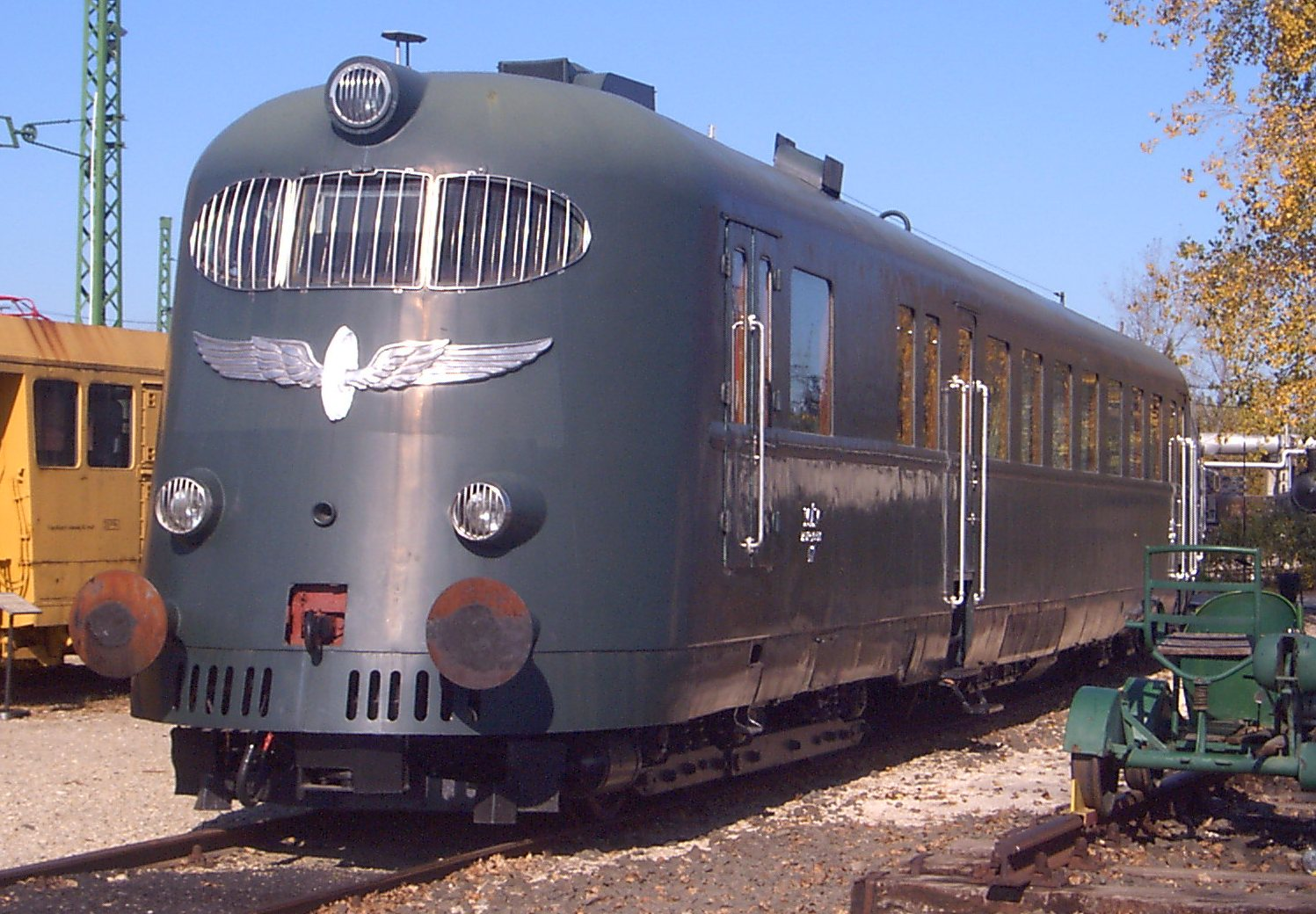
дизельвагон Hargita[hu] 1944—1955
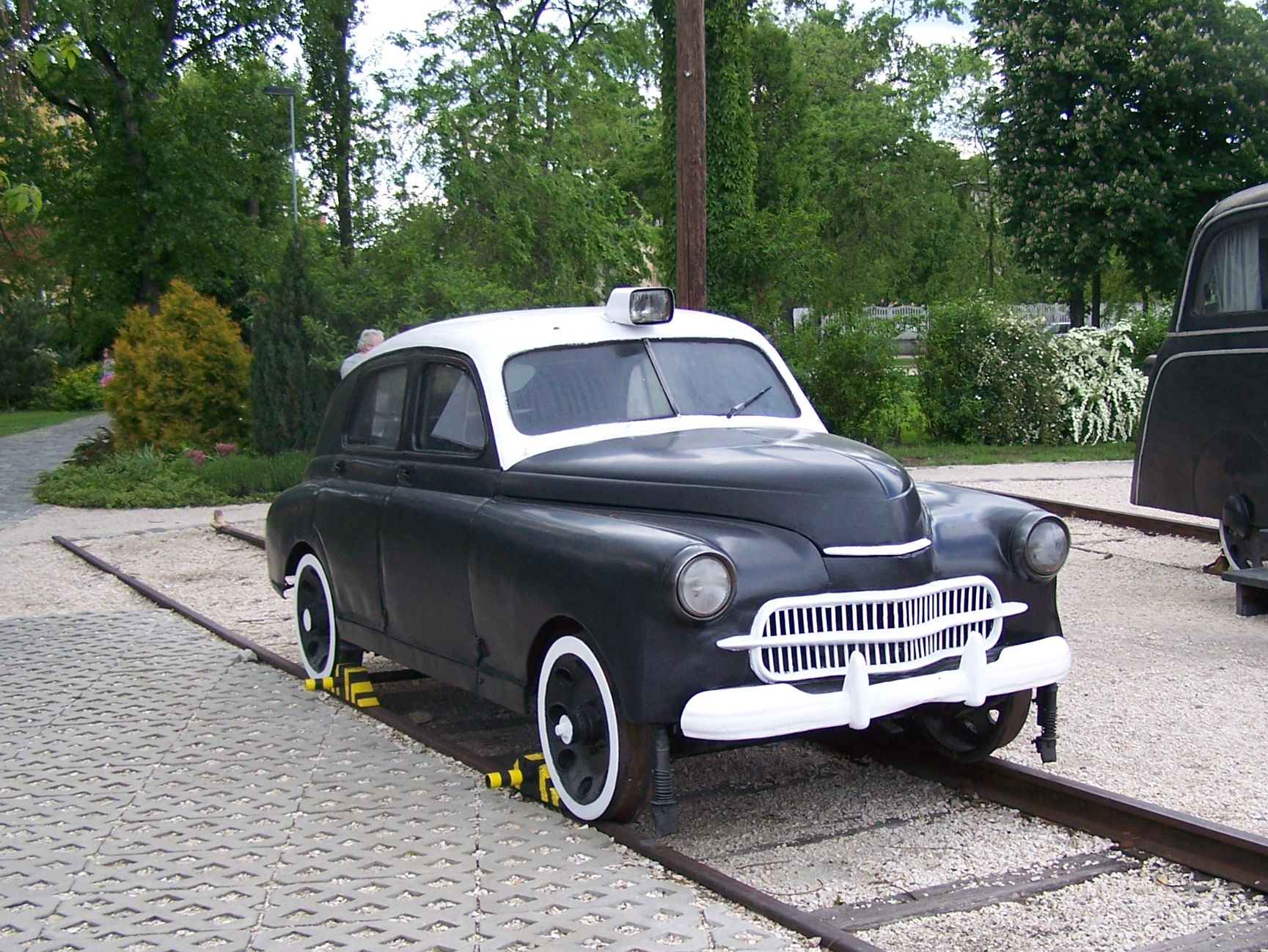
MÁV Warszawa мотодрезина[hu]
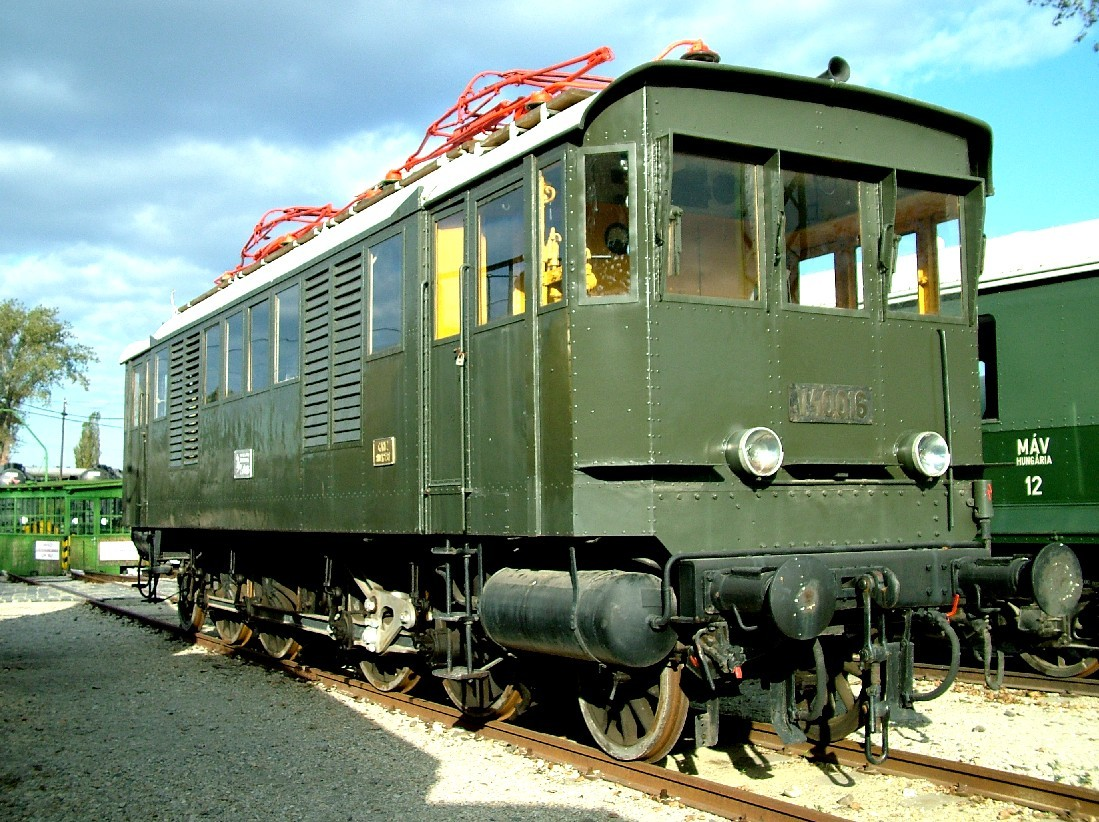
V40.016 електровоз серії V40 системи Kandó (з 1934)
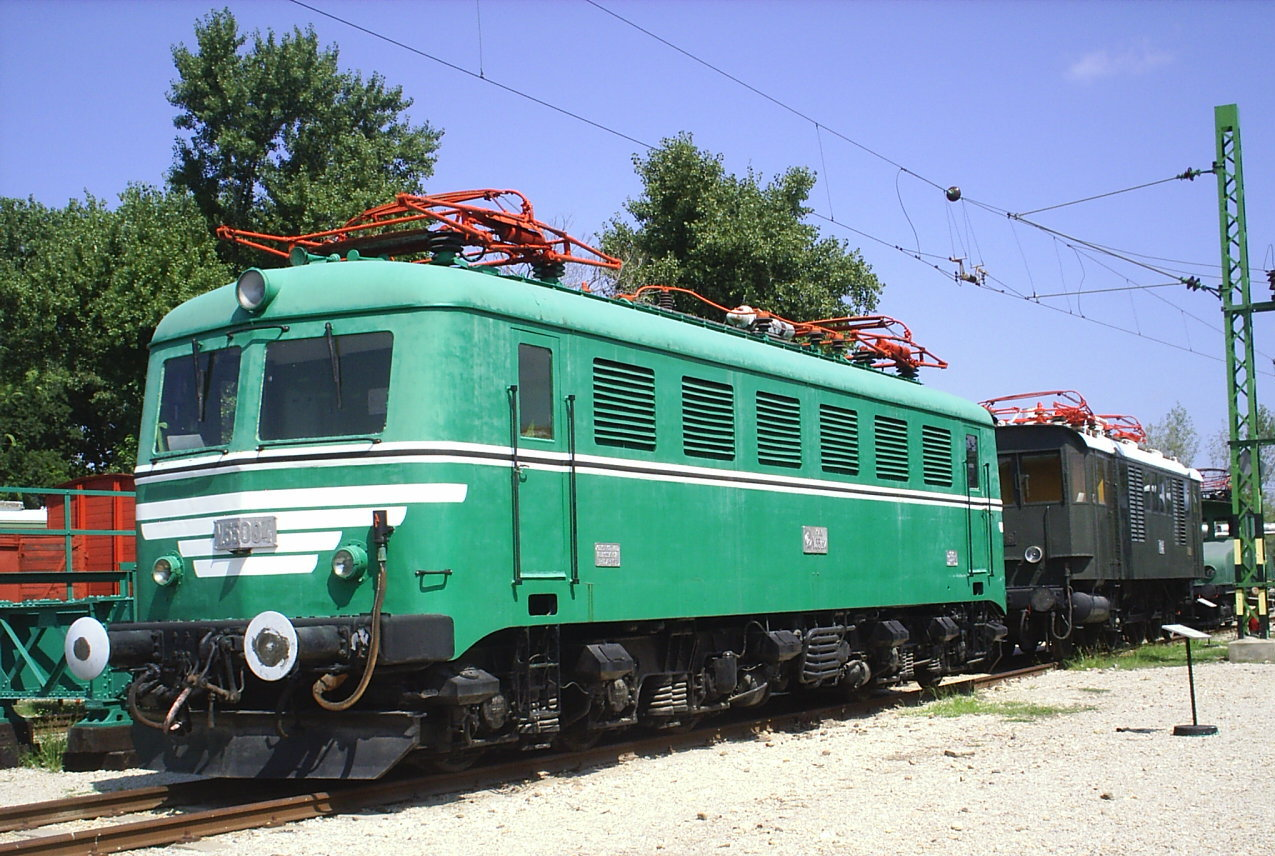
V55.001–012 електровоз серії V55[de] системи Kandó (1950–1957)

## Зовнішні посилання
- MÁV Nostalgia (бюро ретро техніки Угорської залізниці)(угор.)(англ.)
- Vasúttörténeti park (офіційний сайт)(угор.)(англ.)(нім.)